# Triclistus planus
Triclistus planus är en stekelart som beskrevs av Setsuya Momoi och Kusigemati 1970. Triclistus planus ingår i släktet Triclistus och familjen brokparasitsteklar. Inga underarter finns listade i Catalogue of Life.